# Manegoldo di Lautenbach
Manegoldo di Lautenbach, (in tedesco Manegold o Mangold e  in latino Manegoldus o Manegaudus) (Lautenbach, 1040 circa – 1119?), è stato un filosofo e teologo tedesco.

## Biografia
Nato nell'attuale Alsazia francese, fu prima maestro laico itinerante poi monaco benedettino. Le scarne notizie biografiche non consentono di individuare con certezza il periodo in cui ha operato, comunque databile attorno alla seconda metà dell'XI secolo, per lo più in Francia. Si sa che nel 1094 venne nominato priore del monastero alsaziano appena fondato a Marbach, e che due anni dopo incontrò a Tours il papa Urbano II. 
La sua posizione papista lo mette in pessima luce presso l'imperatore Enrico IV e nel 1082 è costretto a trovare rifugio nelle montagne alsaziane per evitare di venire catturato dalle truppe imperiali. Nel 1085 Manegoldo trova asilo all'abbazia di Rottenbuch. Nel 1094, pensando che l'ira dell'imperatore si fosse chetata, Manegoldo accetta di prendere la guida dell'abbazia di Marbach fondata nel 1089 dal cavaliere Burcardo di Gueberschwihr. Alcuni anni dopo l'imperatore apprende della sua presenza a Marbach e lo fa catturare. Manegoldo muore quindi in prigionia in un anno imprecisato fra il 1103 e il 1119.

## Opere
I suoi testi più noti sono l'Opusculum contra Wolfelmum coloniensem, del 1080 circa, e il Liber ad Gebehardum (1085), due opere con cui Manegoldo si inserisce nelle polemiche del suo tempo relative alla lotta per le investiture. Schierato dalla parte dei papisti, Manegoldo arriva a elaborare una teoria sull'origine e la legittimità del potere che, secondo alcuni studiosi, ne fa un anticipatore dei filosofi contrattualisti.
Infatti, secondo Manegoldo, il potere proviene da Dio e viene dato da questi al popolo. È quindi il popolo a delegare questo potere, avuto da Dio, al re. Le conseguenze politiche di questa teoria sono evidenti: nel caso in cui il re eserciti il potere male e contra Deum, il popolo ha diritto di ribellarsi, fino al tirannicidio.
Scrive infatti Manegoldo: 
In un altro brano del Liber ad Gebehardum, Manegoldo spiega con un esempio calzante la sua filosofia pre contrattualista: 
Manegoldo sottolinea anche la non conciliabilità della Rivelazione cristiana con le dottrine filosofiche. Nel Contra Wolfelmum ribadisce come né la verginità di Maria dopo il parto né la resurrezione di Cristo siano razionalmente concepibili, concludendo che le Scritture vadano anteposte, in quanto più profonde, alla scienza profana.